# Налоговый учёт
Налоговый учёт — система обобщения информации для определения налоговой базы по налогу на прибыль или доход на основе данных первичных документов, сгруппированных в соответствии с порядком, предусмотренным налоговым законодательством. Она обычно в той или иной мере отличается от правил бухгалтерского учёта.

## Определение
По мнению ряда экономистов налоговый учет — это информационная система сбора, регистрации и обобщения информации о налогах и сборах предприятия путём сплошного, непрерывного и документального оформления хозяйственных фактов, обусловливающих формирование налоговой базы налогов предприятия, с целью формирования финансовой отчётности.

## Налоговый учёт в Российской Федерации
Цель налогового учёта — формирование полной и достоверной информации для целей налогообложения всех хозяйственных операций на предприятии.
Налоговый учёт ведется в специальных формах — налоговых регистрах.
Существует два основных способа ведения налогового учёта:
1. На основе бухгалтерского учёта. В данном случае налоговые регистры заполняются согласно данным бухгалтерских регистров. Если правила бухгалтерского учёта той или иной операции расходятся с правилами налогового учёта, то в налоговых регистрах делаются корректировки.
2. Организация отдельного налогового учёта. В данном случае налоговый учёт ведется независимо от бухгалтерского.